# Günay Ağakişiyeva
Günay Ağakişiyeva –también escrito como Gunay Aghakishiyeva– (5 de diciembre de 1990) es una deportista azerbaiyana que compite en taekwondo. Ganó una medalla de bronce en el Campeonato Europeo de Taekwondo de 2014, en la categoría de –57 kg.

## Palmarés internacional
| Campeonato Europeo | Campeonato Europeo | Campeonato Europeo | Campeonato Europeo |
| Año                | Lugar              | Medalla            | Categoría          |
| ------------------ | ------------------ | ------------------ | ------------------ |
| 2014               | Bakú (Azerbaiyán)  | Medalla de bronce  | –57 kg             |